# 하인리히 마르슈너

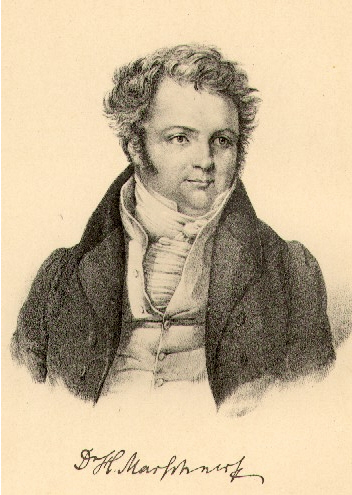
하인리히 마르슈너 (1830)

하인리히 마르슈너(Heinrich Marschner, 1795년 8월 16일~1861년 12월 16일)은 19세기 전반(前半)의 중요한 독일 오페라 작곡가이다. 라이프치히 대학에서 법률을 배웠으나, 시히트에게 사사하여 작곡을 공부, 1817년 빈으로 가서 베토벤과 만났다. 그 뒤에 프레스부르크에서 음악을 가르쳤으나, 1820년 베버로부터 드레스덴에 초빙되어, 1823년 오페라 지휘자가 되었다. 베버 사망 후, 라이프치히 극장의 악장에 취임, 1829년 오페라 <성당기사(聖堂騎士)와 유대여인>으로 명성을 떨쳤다. 1831년 하노버의 궁정악장에 임명되고, 28년 동안 이 지위에 있었다. 주요 작품으로는 오페라 <흡혈귀(吸血鬼)>(1828), <한스 하이링크>(1833)가 있다.